# Bogusław Fornalczyk
Bogusław Fornalczyk, né le 3 juin 1937 à Jaworznik, commune de Żarki (Silésie), est un coureur cycliste polonais (route et cyclo-cross) actif dans les années 1950 et 1960. Il a notamment été vainqueur du Tour de Pologne. Membre de l'équipe de Pologne aux jeux olympiques de Rome.

## Biographie
Au cours de sa carrière, Bogusław Fornalczyk a remporté cinq titres de champion de Pologne (1958-1961) et a participé à quatre championnats du monde (1958, 1959, 1961, 1962) et six courses de la paix (1958-1963). Il est diplômé d'une école des mines. Il est marié et a deux filles, Bożena et Ewa. Il vit à Będzin. 

## Palmarès
- 1958
  -  Champion de Pologne sur route
  - Tour de Pologne :
    - Classement général
    - 4ea étape
- 1960
  -  Champion de Pologne de cyclo-cross
- 1961
  - 1re étape du Tour de Pologne
  - 2e du Tour de Pologne
- 1962
  - 1re étape du Tour de Pologne
- 1964
  - 9e étape du Tour du Maroc
- 1965
  - 1re étape de la Milk Race

### Résultats sur laCourse de la Paix
- 1958 : abandon
- 1959 : 10e
- 1960 : 12e
- 1961 : 29e
- 1962 : 15e
- 1963 : 37e